# Подгаецкий, Владимир Владимирович
Владимир Владимирович Подгаецкий (5 [18] февраля 1914, Благовещенск — 1991) — советский учёный в области сварочного производства. Доктор технических наук (1965). Профессор (1973). Заслуженный деятель науки УССР (1984). Лауреат Сталинской премии (1952).

## Биография
Родился в семье врача Владимира Подгаецкого. В 1941 году окончил Киевский индустриальный институт (ныне Национальный технический университет Украины «Киевский политехнический институт»). Получил направление в Ижевск на завод мотоциклов. Поскольку для инженера-сварщика тогда работы по специальности там почти не было, он работал начальником подотдела отдела технического контроля.
Весной 1942 года Подгаецкий добровольно пошел в армию. В военных учебныхлагерях приобрел артиллерийские навыки. С июля 1942 года находился на фронте в составе 107-й гаубично-артиллерийской бригады большой мощности. Участвовал в боях под Ельней, Дорогобужем, Смоленском. В составе Третьего Белорусского фронта воевал в Прибалтике и Пруссии. Награждён орденом Красной Звезды, медалями «За отвагу», «За взятие Кенигсберга», «За победу над Японией».
С 1 февраля 1946 года работал в Институте электросварки имени Евгения Патона НАН Украины. В 1953 году защитил кандидатскую диссертацию, в 1964 — докторскую. В 1973 году присвоено звание профессора.
В 1952 году вместе с группой ученых и производственников Подгаецкому присудили Сталинскую премию третьей степени (1951 год) — за разработку и широкое внедрение серии флюсов для автоматической сварки (руководитель работы — профессор Константин Любавский).

## Семья
Кандидат технических наук Виталий Колесник вспоминал: «Когда возвращался из командировок, а мой руководитель — профессор Владимир Подгаецкий — болел, я приходил к нему домой с отчетом. Пришлось наблюдать, как жена шефа вместе со своей матерью непрерывно опекают ребёнка — Роксаночку. Почти каждую минуту на дитя сыпались бесчисленные наставления. Меня это поразило, о чём и сказал шефу. Но он ничего не смог поделать со своими близкими. Роксана окончила школу, но ни учиться, ни работать не смогла. Когда профессор умер, она осталась без средств существования и покончила с жизнью».

## Труды
- Подгаецкий В. В. Флюсы для механизированной электросварки. — К.: Государственное издательство технической литературы УССР, 1961. — 134 с.
- Подгаецкий В. В. Неметаллические включения в сварных швах. — Москва; Киев: Машгиз, 1962. — 84 с.
- Подгаецкий В. В., Люборец И. И. Сварочные флюсы. — К.: Техника, 1984. — 167 с.
- Подгаецкий В. В., Кузьменко В. Г. Сварочные шлаки: Справочное пособие. — К.: Наукова думка, 1988. — 253 с.